# Kadrenci
Kadrenci este o localitate din comuna Cerkvenjak, Slovenia, cu o populație de 66 de locuitori.